# Урусов, Лев Владимирович
Князь Лев Влади́мирович Уру́сов (31 декабря 1877, Санкт-Петербург— 6 января 1933, Париж) — русский дипломат, член МОК с 1910 по 1933 год. Внук генерала П. А. Урусова, племянник дипломата Л. П. Урусова.

## Биография
Лев Владимирович Урусов родился в 1877 году  в семье статского советника, камергера Владимира Павловича Урусова. В 1898 году закончил Императорский Александровский лицей. С того же года состоял на службе в МИДе. С 1910 по 1912 год возглавлял российскую дипломатическую миссию в Болгарии, в 1912—1916 годах был первым секретарём российского посольства в Японии. С 1917 года в эмиграции.
Князь Урусов был одним из сильнейших российских теннисистов своего времени. В 1907 году он стал чемпионом Санкт-Петербурга, а на следующий год чемпионом России. В 1913 году, находясь на дипломатической службе в Японии, Урусов выиграл открытое первенство Токио по теннису в одиночном разряде. С 1910 года до самой смерти в 1933 году Урусов был членом МОК. После окончания мировой войны неоднократно выступал с предложениями о возвращении российского представительства в международное Олимпийское движение, сначала, перед Олимпиадой 1920 года, в виде команды, составленной из эмигрантов, а потом, перед Олимпиадой 1924 года, в виде двух команд, эмигрантской и советской, но руководство МОК, выразив восхищение патриотизмом князя, эти проекты решительно отклонило: Советская Россия не была признана МОК, а эмигранты не представляли реальную страну.
В 2008 году имя князя Льва Владимировича Урусова было внесено в списки Зала российской теннисной славы в номинации «Пионеры отечественного тенниса». Анна Дмитриева сообщила репортёрам, что родственников князя в России не осталось и что памятная статуэтка и диплом лауреата будут храниться в России, пока не будут востребованы кем-то из его родственников за границей.